# Caldanaerobacter subterraneus
Caldanaerobacter subterraneus è una specie di batterio appartenente alla famiglia delle Thermoanaerobacteriaceae.